# House of Gold and Bones Part 2
| Оценки критиков | Оценки критиков |
| Источник        | Оценка          |
| --------------- | --------------- |
| AllMusic        | [ 1 ]           |
| Loudwire        | [ 2 ]           |
| Stereoboard     | [ 3 ]           |
| The Guardian    | [ 4 ]           |
| Under the Gun   | [ 5 ]           |
| Metal Hammer    | (8/10)          |

House Of Gold & Bones Part 2 — студийный альбом группы Stone Sour, издан в 2013 году, вторая часть концептуального альбома House Of Gold & Bones. На первый сингл с этого альбома «Do Me a Favor» снят клип. Режиссёр клипа Фил Муччи (Phil Mucci). И это последний альбом с участием Джеймса Рута

## Список композиций
Слова и музыка всех песен — Stone Sour.
| №                   | Название                    | Длительность |
| ------------------- | --------------------------- | ------------ |
| 12.                 | «Red City»                  | 4:39         |
| 13.                 | «Black John»                | 4:02         |
| 14.                 | «Sadist»                    | 5:07         |
| 15.                 | «Peckinpah»                 | 4:11         |
| 16.                 | «Stalemate»                 | 4:47         |
| 17.                 | «Gravesend»                 | 4:41         |
| 18.                 | «'82»                       | 3:42         |
| 19.                 | «The Uncanny Valley»        | 4:01         |
| 20.                 | «Blue Smoke»                | 2:07         |
| 21.                 | «Do Me a Favor»             | 3:44         |
| 22.                 | «The Conflagration»         | 4:55         |
| 23.                 | «The House of Gold & Bones» | 4:43         |
| Общая длительность: | Общая длительность:         | 50:39        |

| №                   | Название             | Длительность |
| ------------------- | -------------------- | ------------ |
| 25.                 | «Shine» (Rough Demo) | 3:26         |
| Общая длительность: | Общая длительность:  | 54:05        |

- Треки нумеруются как 12-23, (13-25 для Японского издания), как продолжение первой части альбома — House of Gold and Bones Part 1.
- Песни, вышедшие на синглах, выделены курсивом.

## Участники записи
Stone Sour
| - Кори Тейлор − вокал, пианино на «The Travelers, Pt. 2», «автор небольшого рассказа House of Gold & Bones». - Джеймс Рут − гитара - Джош Рэнд − гитара - Рой Майорга − ударные, клавишные на «Gone Sovereign», «Absolute Zero», «Taciturn», and «Influence of a Drowsy God» Сессионные участники - Рэйчел Болан − бас-гитара - Stubs − вокал на «RU486» - Lady − вокал на «RU486» - Truck − вокал на «RU486» - Sinner − вокал на «RU486» - Ty Reveen − голос на «Reveen the Impossiblist» - Kevin Fox − струнный аккомпанемент (на «Travelers, Pt. 1» и «Tired»), виолончель - Karen Graves − виолончель - Kate Unrau − виолончель - Anna Redekop − виолончель | Технический персонал - Дэвид Боттрилл — продюсер - Майкл Филлипс − звукорежиссёр - Райан Мартин − ассистент звукорежиссёра - Мартин Коннорс − гитарный техник - Келвин Майлс − гитарный техник - Джонатан Николсон − техник ударных - Джефф Очельтри − техник ударных - Джей Растон − микширование - Джеймс Ингрэм − ассистент - Spike − ассистент - Пол Логас − мастеринг - Monte Connor − A&R - Chapman Baehler − фотограф - Sean Mosher-Smith − дизайн обложки, фотограф - Кэвин Дитз − звукорежиссёр (для струнных инструментов) |

## Чарты
| Чарт (2013)            | Макс. позиция |
| ---------------------- | ------------- |
| Canadian Albums Chart  | 7             |
| Hungarian Albums Chart | 37            |
| Japanese Albums Chart  | 22            |
| Billboard Top 200      | 9             |
| UK Top 40              | 11            |